# Zabok
Zabok é uma cidade do Condado de Krapina-Zagorje, Croácia.

## Geografia
Zabok encontra-se a uma altitude de 169 m, e distante 42,5 km da capital nacional, Zagreb.

## Demografia
No censo de 2011, a população total do município foi de 9 133 habitantes, distribuídos nas seguintes localidades:
- Bračak - 21
- Bregi Zabočki - 257
- Dubrava Zabočka - 597
- Grabrovec - 640
- Grdenci - 466
- Gubaševo - 268
- Hum Zabočki - 464
- Jakuševec Zabočki - 368
- Lug Zabočki - 587
- Martinišće - 338
- Pavlovec Zabočki - 607
- Prosenik Gubaševski - 156
- Prosenik Začretski - 158
- Repovec - 321
- Špičkovina - 766
- Tisanić Jarek -  346
- Zabok  2 736